# Dekompresija kičme
Dekompresija kičme (DTK), odnosno spinalna dekompresija podrazumeva istezanje kičmenih pršljenova na nežan način, kako bi se ublažili bolovi uzrokovani kompresijom ( sabijanjem) kičmenih pršljenova.

## Način lečenja
Izrazito je uspešna neoperativna procedura za uklanjanje bolova i raznih drugih tegoba uzrokovanih problemima kičme.
U tretmanu ovom procedurom koristi se sofisticirana oprema u kombinaciji s modernim stolovima za trakcijsku terapiju.
Trakcija je pasivna terapijska metoda koja se sastoji od istezanja određenih delova tela primenom mehaničke sile. Drugi nazivi za trakciju su ekstenzija, distrakcija i dekompresiona terapija. Dekompresiona terapija nežno isteže kičmu, čime se smanjuje pritisak na diskove i zglobove kičme što omogućava prirodni proces izlečenja.
Dekompresiona terapija kičme ima prednost u primeni jer je usmerena na otklanjanje uzroka nastanka problema (vrlo često je taj problem mehanički pritisak u strukturama kičme). Način rada je jedinstven. Upotrebom specifične kombinacije pravilnog položaja tela i promenljivog intenziteta sile postiže se glavni učinak terapije: dekompresija (smanjivanje pritiska), poboljšavanje cirkulacije, bolja razmena hranljivih materija i kiseonika unutar diskova iz susednih pršljenova, što omogućava regeneraciju diska, njegovo zarastanje i vraćanje odgovarajuće funkcije.
Time se postiže i pojačava prirodni proces ozdravljenja diska, a kako disk počinje da se regeneriše, povlače se simptomi bol i disfunkcija jer prestaje mehanički pritisak na živce i korene živaca unutar spinalnog kanala. Dekompresiona terapija kičme takođe može vratiti diskus herniju nazad na svoje mesto što, zajedno sa povećanom ishranom diska, može obnoviti visinu i integritet oštećenog diska. Negativni pritisak koji se postiže trakcijom takođe vuče prosuti materijal iz diska nazad u disk i oslobađa nerve pritiska. Ovo može sprečiti išijas i ostale simptome nervne kompresije.

## Dekompresija pomaže kod sledećih zdravstvenih problema
- Diskus hernia,
- degeneracija diskusa,
- polidiskopatija,
- bol nakon operacije diskusa,
- povreda kičme,
- spondiloza i spondilartroza,
- Sindrom fasetnih zglobova (faset sindrom)
- lumbalni i cervikalni hronični bolni sindrom,
- glavobolja,
- vrtoglavica,
- iskrivljena kičma kod dece,
- sportske povrede

## Tok dekompresije
- Pacijent udobno leži na specijalnom krevetu, fiksiran specijalnim kaiševima preko grudnog koša i struka.
- Priključen je na kompjuterizovan aparat koji vuče kičmeni stub određnom jačinom sile.
- Trajanje tretmana je oko 30 min.
- Za vreme terapije pacijent ne oseća nikakve bolove.
- Potrebno je deset terapija koje se sprovode svakog dana od ponedeljka do petka a za vikend je pauza, a zatim, ponovo od ponedeljka do petka, ukupno 10 da bi se postigao zadovoljavajući efekat.

Dosadašnja klinička ispitivanja su pokazala efikasnost ove terapije u 76 do 85% slučajeva sa bolom u kičmi, prvenstveno kod pacijenata sa diskus hernijom.